# Toon (gra fabularna)
Toon gra fabularna w której bohaterowie wcielają w postacie z kreskówki. Wydany przez Steve Jackson Games, brak polskiego wydania. 
Gra jest parodią dotychczas wydanych systemów.
Innowacyjna jest zasada że postać nigdy nie umiera (jak w kreskówkach). Gdy jej punkty życia spadną do zera, pada nieprzytomna, pojawia się zdrowa po czasie ustalonym przez Mistrza Gry (w przypadku Toona nazywanego animatorem).
Gra posiada prostą mechanikę, celem gry jest świetna zabawa, dlatego często zezwala się na łamanie zasad jeśli ma to dostarczyć jeszcze więcej śmiechu.